# Thermisch hogedrukgebied
Een thermisch hogedrukgebied is een koud hogedrukgebied dat ontstaat door grote verschillen in verwarming van lucht door verschillen van het onderliggende oppervlak. Het is de tegenhanger van de thermische depressie. Op hogere breedte koelt in de winter 's nachts de onderste luchtlaag boven land sterk af door uitstraling. Door de afkoeling krimpt de lucht, waardoor bijvoorbeeld het 850 hPa-vlak ter plaatse lager komt te liggen. Hier zal de lucht zijdelings instromen, waardoor boven het koudere oppervlak een hogere druk ontstaat. In de hogere luchtlagen kan echter zelfs sprake zijn van een lagedrukgebied, waardoor het weinig tot geen invloed heeft op de algemene circulatie. In Siberië komt in de winter een dergelijk stationair hogedrukgebied voor, het Siberisch Hoog.